# Surudia aptera
Surudia aptera är en insektsart som beskrevs av Kevan, D.K.M. 1956. Surudia aptera ingår i släktet Surudia och familjen gräshoppor. Inga underarter finns listade i Catalogue of Life.